# こなぷん
こなぷんは、バンダイから発売されている玩具で、粉と水を混ぜ合わせてミニチュアサイズの食品サンプルを作ることが出来る。

## 概要
1980年代に発売され、一度市場から姿を消したものの2006年6月に発売が再開された。「ソフトクリーム」、「ホットケーキ」、「ドーナツ」、「おすし」などのセットが販売され、テレビのバラエティ番組でも取り上げられた。こなぷんの主成分は水溶性食物繊維のアルギン酸ナトリウムで、フードケミファより供給を受けている。食品添加物としても認められている成分であり、食べることは出来ないが万一口に入れても害がないよう作られている。防腐剤が含まれていないため、一度作ったこなぷんは日持ちがしない。「ドーナツ」などでは油に模したクエン酸から気泡が出て、油で揚げているように見える工夫がなされている。